# Aréthuse (NN7)
Pour les articles homonymes, voir Aréthuse (sous-marin) et Aréthuse.
Ne doit pas être confondu avec Classe Aréthuse.
L'Aréthuse (NN7) était un sous-marin de la marine nationale française, de la classe Argonaute. Elle a servi pendant l'entre-deux-guerres et la Seconde Guerre mondiale.